# Jørgen Frederik Camradt
Jørgen Frederik Camradt (døbt 26. januar 1736 i København – 4. marts 1784 sammesteds) var en dansk maler.
Der kendes i dag kun få portrætmalerier lavet af Camradt, og han var øjensynlig ikke særlig succesfuld.

## Ekstern henvisning
- Jørgen Frederik Camradt på Kunstindeks Danmark/Weilbachs Kunstnerleksikon